# ۱۳۲۶ (خورشیدی)
سال ۱۳۲۶ هجری خورشیدی

## رویدادها
- ۲۰ آذر و ۸ دی - کشتار الخصاص و کشتار بلد الشیخ که در آن گروه‌های مسلح صهیونیستی هاگانا به کشتار فلسطینی‌های غیرنظامی پرداختند.
- پایان ساخت ساختمان مسجد امام‌سجاد تهران
- تأسیس فرودگاه دشت ناز ساری
- آغاز عملیات احداث سد شاه اسمعیل

## زادروزها
- ۱ فروردین - عبدالحمید آقارحیمی - نماینده دوره اول مجلس شورای اسلامی در حوزه انتخابیه کرمان (شهر بابک)
- کیهان رهگذار، کارگردان و نویسنده بوعلی سینا (مجموعه تلویزیونی)
- ۱۹ خرداد - سید مصطفی میرسلیم، سیاستمدار و وزیر فرهنگ و ارشاد اسلامی در دولت دوم هاشمی رفسنجانی.
- ۳۱ خرداد - شیرین عبادی، حقوقدان، فعال حقوق بشر و اولین برنده ایرانی جایزه صلح نوبل در سال ۲۰۰۳ میلادی.
- ۴ تیر - محمد عبادی، صداپیشه
- ۸ شهریور - علی اکبر محتشمی پور، روحانی و سیاستمدار و وزیر کشور ایران در کابینه میر حسین موسوی.
- ۲۱ شهریور - سید مرتضی آوینی کارگردان فیلم مستند و روزنامه‌نگار حوزهٔ فرهنگی اهل ایران
- ۲۶ شهریور - عباس قادری: خواننده ایرانی.
- ۴ مهر ـ حبیب محبیان، خواننده، آهنگساز و نوازنده ایرانی
- ۴ آبان ـ ناصر فرهنگ فر، موسیقی دان ایرانی.
- ۲۹ آذر - مریم امیرجلالی، بازیگر سینما و تلویزیون
- ۱ دی - سید احمد کاشانی، نماینده دوره اول مجلس شورای اسلامی در حوزه انتخابیه نطنز، بادرود و بخش قمصر کاشان
- ۵ بهمن  - سید هادی خامنه ای
- ۶ بهمن - محسن پزشکیان - شاعر ایرانی.
- ۱۰ اسفند - چنگیز وثوقی، بازیگر سینمای ایران.

### تاریخ نامشخص
- نصرالله مردانی - شاعر غزل سرای ایرانی.
- اسدالله ایمانی - نماینده ولی فقیه در استان فارس.
- محمود بهمنی - رئیس بانک مرکزی جمهوری اسلامی ایران.
- سیامک ایقانی - نوازنده ایرانی.
- حسن حسن‌زاده -نماینده حوزه انتخابیه کاشمر.

## درگذشت‌ها
- ۲۰ تیر - سید جعفر پیشه‌وری: سیاستمدار و مؤسس حزب دموکرات آذربایجان.
- آبان - ملکه جهان: مادر احمدشاه قاجار.
- ۹ بهمن - ترور مهاتما گاندی: رهبر معنوی و سیاسی هندیان.
- ۲۷ بهمن. ترور یحیی حمیدالدین، امام زیدیه و شاه یمن. (۱۷ فبروری ۱۹۴۸)